# Gibbon (Automarke)
Gibbon ist eine US-amerikanische Automarke.

## Markengeschichte
Dwight Bond gründete 1971 das Unternehmen Gibbon Fiberglass Reproductions Inc. in Gibbon in Nebraska. Er begann mit der Produktion von Automobilen und Kit Cars. Der Markenname lautet Gibbon. Vom 4. März 1997 bis zum 30. Januar 2008 gab es eine gleichnamige Niederlassung in Darlington in North Carolina. Seit dem 2. Januar 1997 gibt es Second Chance Classics Inc., erneut aus Gibbon. Es gibt auch Hinweise auf die Verwendung des Markennamens 2nd Chance Classics während der 1980er Jahre bzw. von den 1980er bis in die 1990er Jahre. Inzwischen leitet Kyle Bond das Unternehmen.

## Fahrzeuge
In Angebot standen und stehen verschiedene Nachbildungen klassischer Fahrzeuge, bevorzugt von Ford. Viele davon sind als Hot Rod ausgelegt. Genannt werden Ford Modell T, Ford Modell A sowie Ford Modell Y aus englischer Fertigung. Oftmals treibt ein V8-Motor die Fahrzeuge an.
Ein anderes Projekt war der Nachbau eines Packard von 1933–1934. Ein spezieller Leiterrahmen bildete die Basis. Die Radaufhängungen stammten von Chrysler. Die Modell gab es nur als Komplettfahrzeug. Der Hersteller nennt die Aufbauten Town Car Limousine, Coupe-Roadster und Victorian Convertible.